# Pseudopithyella minuscula
Pseudopithyella minuscula är en svampart som först beskrevs av Boud. & Torrend, och fick sitt nu gällande namn av Seaver 1928. Pseudopithyella minuscula ingår i släktet Pseudopithyella och familjen Sarcoscyphaceae.   Inga underarter finns listade i Catalogue of Life.